# Bors Dániel
Bors Dániel, Borss (Vác, 1738 – Márianosztra, 1773. december 7.) pálos rendi tanár, író.

## Élete
1755. október 27-én lépett a rend Márianosztrai zárdájába; 1767-ben került mint concionator (hitszónok) Acsára és 1770-ben ugyane minőségben Nagyváradra. 

## Munkái
Az isteni és felebaráti szeretetben égig fel nevelkedő boldog fiú dicsőséges Kalazantziai sz. Józsefnek dicsérete… Nitra városában 1769. eszt. mondott. Nagy-Szombat, 1772.
Neki tulajdonítják a következő iskolai drámákat (a Magyar Tudományos Akadémia kézirattárában): Bakhus, mythologiai magyar szinmű 3 végezésben, énekekkel. (Előadták a paulinusok iskolájában Pápán és 1765-ben farsang utolsó napján S.-Ujhelyben); Omnia vincit Amor vagy Polidor és Cassandra (latin nyelven, de beleszőve egy cim nélküli magyar bohózat, melyet szintén akkor adtak elő S.-Ujhelyben; ez utóbbit Váli Béla közli egész terjedelmében, Figyelő XVI. köt.)